# Antoni Boteller
Antoni Boteller (Tortosa, segle XV) va ser un escriptor i metge.
El 1474 intervingué en el govern de Tortosa, i al maig del 1475 fou nomenat receptor de la mensa episcopal tortosina. Es coneix que el 1473 es va endur de la biblioteca capitular de Tortosa, per a copiar-los, un Durandus i un Durandellus, dues obres de dret canònic. També s'ha dit que el seu republicanisme i la seva admiració pels romans podria estar inspirat en Francesc Eiximenis.

## L'escala del Paradís

### Història
Va escriure l'obra ascètica L'escala del Paradís que es va publicar en un volum de 28 folis imprès a Barcelona el 27 de novembre de 1495 per Joan Rosenbach. L'únic exemplar conegut es conservava a la biblioteca de Pere Salvà de València fins que es va vendre al comte francès Ricardo Heredia, que el vengué al Museu Britànic de Londres.
El catàleg dels incunables del British Museum el va destacar el 1971 i el 1985 malgrat que els historiadors de la literatura catalana com Otto Denk, Alfred Morel-Fatio o Martí de Riquer el van ignorar.
La novetat del llibre no radica en la temàtica, que ja apareix en Eiximenis o fins i tot en la Summa de Tomàs d'Aquino, sinó en què ho explica en llengua vulgar en un intent de fer-ho fàcil perquè s'entengués. Per això ho va escriure en la seva llengua materna, el tortosí, amb unes particularitats dialectals que l'editor no va tocar. Destaquen els superlatius i adjectius emfàtics per fer més clar les argumentacions.

### Contingut
El llibre comença amb una dedicatòria, un pròleg, els quatre graons de l'escala i finalment un apèndix. A la dedicatòria s'indica que escriu amb respecte al bisbe i "per satisfer les ovelles que de vegades no son com la indica la predicació que haurien de ser" i ho fa perquè diu que el bisbe no pot arribar a tothom i ho fa en una llengua que entengui tothom. Al pròleg parla del pecat que es combat amb el baptisme, els seus efectes en la vida, en la mort i després de la mort, i de virtut. Aquí indica que escriu el llibre "per convidar aquells que amb aquesta escala del paradís voldran pujar, les virtuts viure i els vicis esquivar".
Pel que fa als quatre graons de l'escala del paradís destaca el baptisme, la penitència, la confessió i la justificació. "Per aquests graons d'aquesta escala santa l'home és portat al paradís per fruir de Déu i la seva glòria que consisteix en set dots, tres de l'ànima i tres del cos: veure, comprendre i fruir de Déu, i la impasibilitat, la claredat, l'agilitat, la promtitud i la subltilitat del cos". A l'apèndix indica què es trobaran "els dolents".